# Audubon (Iowa)
Pour les articles homonymes, voir Audubon.
La ville d’Audubon est le siège du comté d'Audubon, dans l’État de l’Iowa, aux États-Unis. Elle comptait 2 382 habitants lors du recensement de 2000.

## Source
- (en) Cet article est partiellement ou en totalité issu de l’article de Wikipédia en anglais intitulé « Audubon, Iowa » (voir la liste des auteurs).